# Радован Вукановић
Радован Вукановић (Рогами, код Подгорице, 1. јун 1906 — Београд, 26. август 1987), учесник Народноослободилачке борбе, генерал-пуковник ЈНА и народни херој Југославије.

## Биографија
Рођен је 1. јуна 1906. у селу Рогами, код Подгорице. Гимназију је завршио у Подгорици 1925. године, а затим је студирао право у Београду. Пошто није могао да се запосли у државној служби, радио је као приватни чиновник код разних предузећа и установа у Подгорици, Зеленици, Билећи, Даниловграду, Београду и Панчеву.
Због свог политичког рада, неколико пута је хапшен. Први пут је ухапшен 1926. али је због недостатка доказа пуштен. Поново је, 1929. године, два пута хапшен, и предаван Суду за заштиту државе, али је после шест месеци затвора ослобођен. На партијском раду највише је провео у Црној Гори, до октобра 1937. године, када је био организациони секретар Покрајинског комитета КПЈ за Црну Гору.
Крајем 1937. године, пошто је био отпуштен из Чиновничке задруге у Подгорици и прогнан из места, отишао је у Београд и запослио се у Савезу набављачких задруга државних службеника. У Београду је био ангажован на раду у Радничкој партији, „Црвеној помоћи“ и Синдикату приватних намештеника. Због штрајка у Савезу набављачких задруга државних службеника 1940. године, ухапшен је и отпуштен са посла.

### Народноослободилачка борба
После затвора, у марту 1941. године, мобилисан је и упућен на вежбу у 38. Његошев пук у Подгорици. Капитулација Краљевине Југославије затекла га је у овом пуку, на фронту према Италијанима у рејону Скадра, где је као ђак-наредник командовао митраљеским водом. При повлачењу са фронта, ангажовао се на одношењу и скривању оружја. После капитулације, долази у родно село и активно учествује у припремама устанка у околини Подгорице, а нарочито у Пиперима.
У првим борбама против Италијана, у Тринаестојулском устанку и касније, био је командир чете, па комесар Пиперског батаљона, а затим начелник Штаба Зетског партизанског одреда. У борбама на Пљевљима, 1. децембра 1941. године, био је заменик команданта Црногорског одреда за операције у Санџаку, а од Главног штаба НОП одреда Црне Горе био је одређен да део тога Одреда, одведе у Србију. После формирања Прве пролетерске бригаде, постављен је за команданта њеног Другог црногорског батаљона. На овој дужности остаје до почетка новембра 1942. године, када је примио дужност команданта Четврте пролетерске (црногорске) бригаде.
Крајем марта 1943. године, дошао је на дужност команданта Треће ударне дивизије. Са малим прекидима, у јуну 1943. године (када је командант дивизије био Сава Ковачевић), на овој дужности остаје до краја јула 1944. године, када је примио дужност команданта Другог ударног корпуса. У операцијама за ослобођење Сарајева, командовао је групом корпуса (Други, Трећи и Пети корпус), а после, до краја рата, био је помоћник Коче Поповића, команданта Друге армије ЈА. У току рата, биран је, 1944. године за већника АВНОЈ-а и члана ЦАСНО-а.

### Послератни период
После завршетка рата, маја 1945. године, постављен је за команданта Шесте армије у Сарајеву. У периоду од 1946. до 1948. године био је на школовању на Вишој војној академији „Ворошилов“ у Москви. После завршетка школовања, био је командант Нишке и Скопске армијске области, од 1948. до 1952. године, а потом начелник Управе пешадије ЈНА и начелник Више војне академије ЈНА, до јуна 1958. године, када је пензионисан у чину генерал-пуковника ЈНА.
После пензионисања из Југословенске народне армије (ЈНА), био је извесно време директор и одговорни уредник Новинске установе „Службени лист ФНРЈ“. За народног посланика Скупштине Социјалистичке Републике Црне Горе, биран је у два мандата. Поред више објављених текстова из Народноослободилачког рата, у разним публикацијама, написао је и објавио књиге:
- „На ратној стази“, 1966. године
- „Ратни пут Треће дивизије“, 1970. године, за коју је добио Тринаестојулску награду, и
- монографију „Други ударни корпус НОВЈ“.

Преминуо је 26. августа 1987. године у Београду и сахрањен је у Алеји народних хероја на Новом гробљу у Београду.
Носилац је Партизанске споменице 1941. и других југословенских одликовања, међу којима су — Орден ратне заставе, Орден партизанске звезде првог реда, Орден заслуга за народ првог реда, Орден братства и јединства првог реда, Орден партизанске звезде другог реда, као и два Ордена за храброст. Орденом народног хероја одликован је 20. децембра 1951. године.